# Sasha Son
Dmitry Shavrov (né Dmitry Shavrov en russe, 'Dima Šavrovas' en lituanien), mieux connu sous ses noms de scène Sasha Song ou Sasha Son, est un chanteur lituanien né le 28 septembre 1983 à Vilnius. 

## Concours Eurovision de la chanson 2009
Il représente la Lituanie lors de la seconde demi-finale du Concours Eurovision de la chanson 2009 à Moscou, le 14 mai 2009, avec sa chanson Love. Qualifié en finale, il finit à la 23e position.